# Pendularia pendens
Pendularia pendens är en insektsart som beskrevs av Fonseca 1927. Pendularia pendens ingår i släktet Pendularia och familjen skålsköldlöss. Inga underarter finns listade i Catalogue of Life.